# 甲基藍
甲基藍, Methyl blue, （C37H27N3Na2O9S3）是一種組織學上使用的染料。可以用於膠原質和植物細胞壁的染色，也可作原生生物的染色，缺點是經日光照射容易褪色且容易氧化。
甲基藍和水溶藍混合後稱作中國藍。